# 川井貞一
川井 貞一 （かわい ていいち、1933年（昭和8年）1月16日 - ）は、日本の政治家。元・宮城県白石市長（5期）。

## 経歴
白石市の食品卸問屋を営む家庭に生まれる。東北大学経済学部で安井琢磨から教えを受ける。安井からは研究生として学窓に残る勧誘を受けたが、親の意向により卒業後は家業を継いだ。
自由民主党宮城県連で青年部長などを務め、本人の回想では1974年の第10回参議院議員通常選挙に立候補した遠藤要の演説原稿の執筆もおこなっていた。宮城県知事の山本壮一郎に師事する。
1984年11月に白石市長に当選し、以後2004年まで5期務めた。この間、全国市長会副会長も務めた。
市長在任中は産業廃棄物最終処分場の建設を阻止するため、1998年に住民投票を実施し、最終的に建設中止に持ち込んだ。
2005年11月、旭日中綬章受章。
2008年、宮城県下の市町村長経験者による「憲法九条を守る首長の会」を結成し、会長に就任した。
2019年11月17日、憲法9条の改正に反対する首長や首長経験者による「全国首長九条の会」の結成総会が、明治大学のリバティータワーで開かれた。同日時点の呼び掛け人・賛同者は131人で、うち現職は13人。川井は8人の共同代表のひとりに選ばれた。